# Maison Carrée
A Maison Carrée é um templo romano pseudoperíptero, localizando na cidade francesa de Nîmes, construído durante o Império Romano entre 19 a.C. e 16 a.C., na época do imperador Augusto.

## Descrição

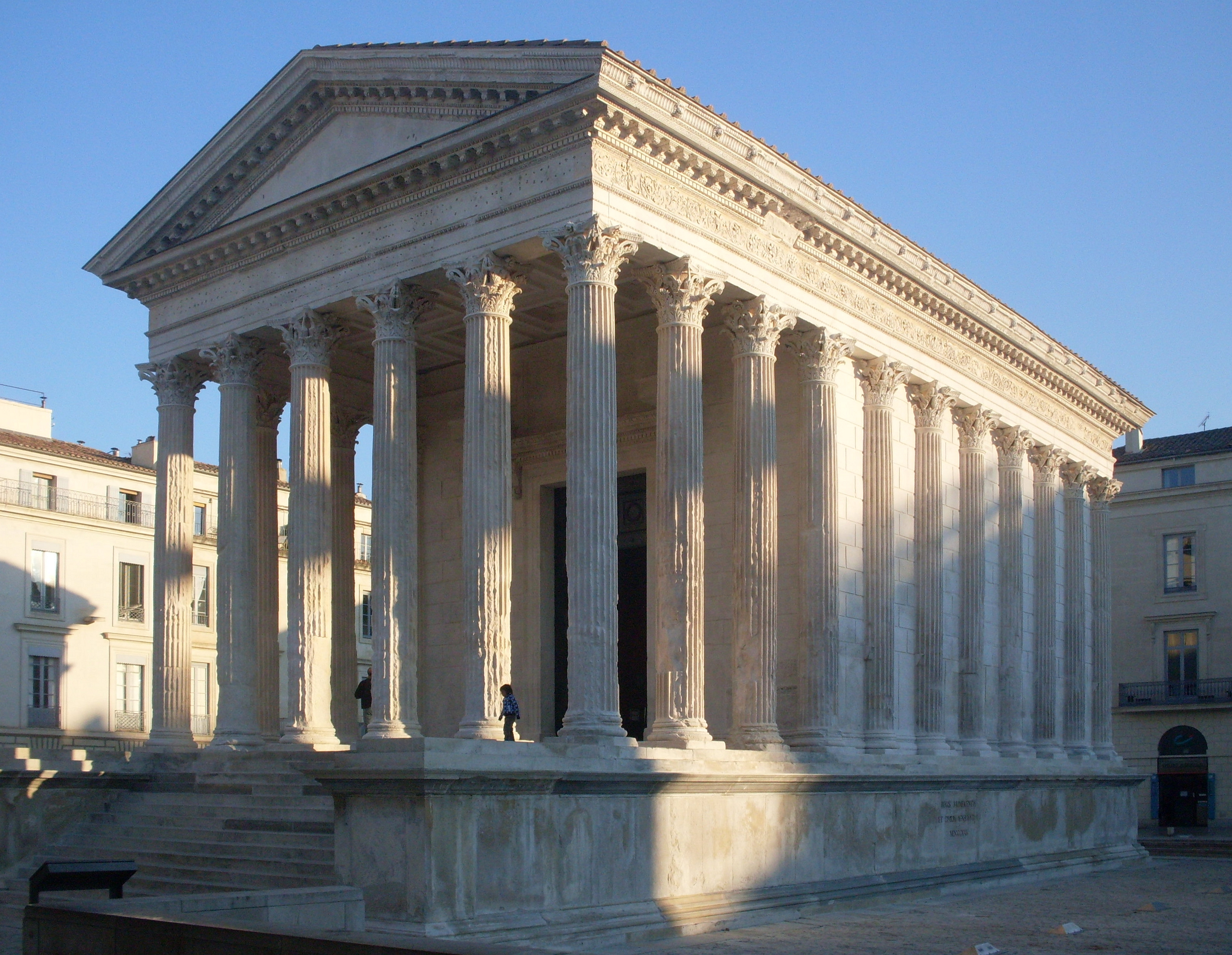
Templo Maison Carrée

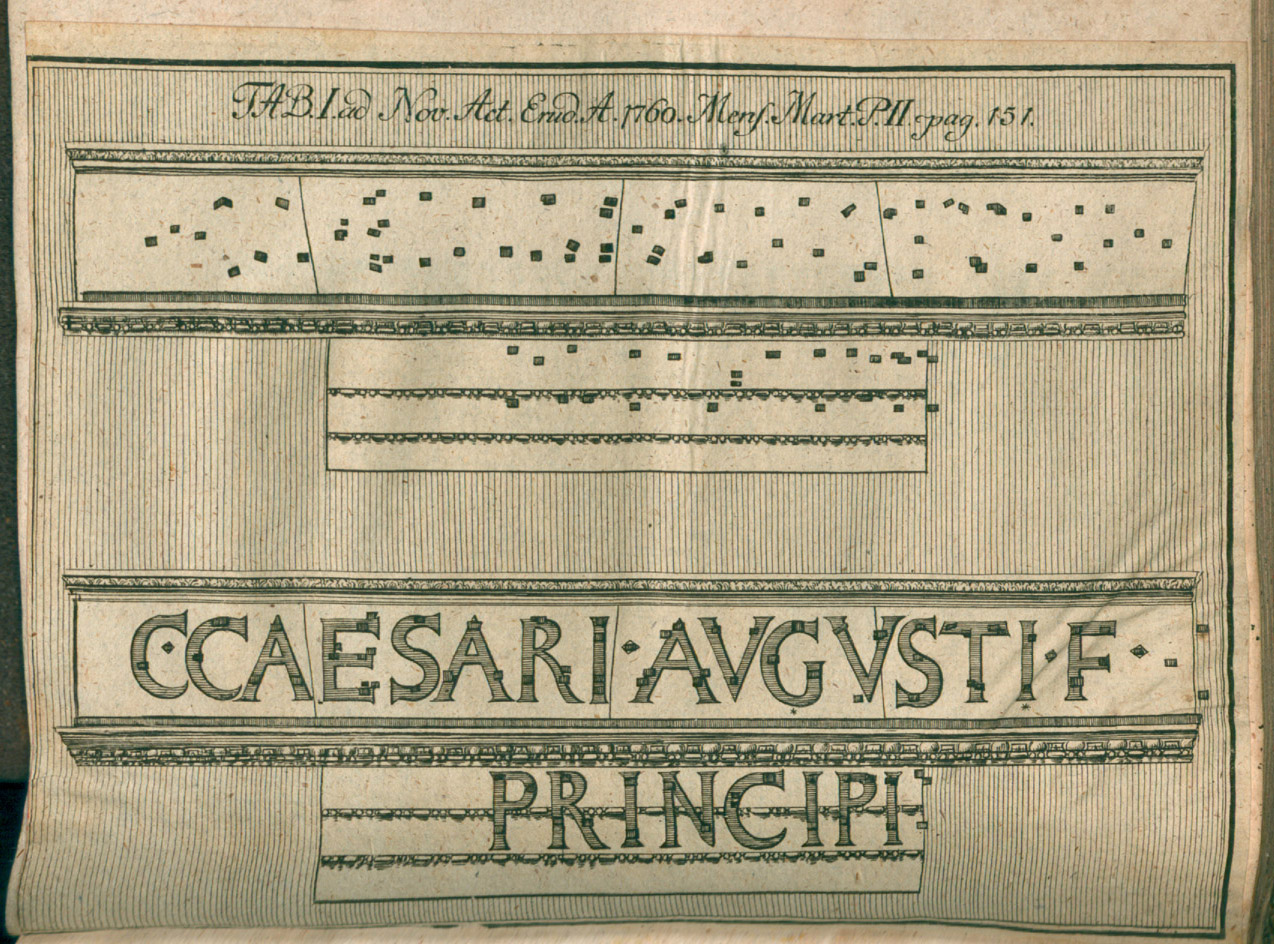
Ilustração da revisão a Dissertation sur l'ancienne inscription de la Maison-Carrée de Nismes publicada em Acta eruditorum, 1760

A estrutura do edifício é retangular e mede 26 m de comprimento, 15 m de largura, e tem altura de 17 m. Tem uma cobertura de duas águas e a única escada de acceso está na fachada porticada, que dava para o fórum. O templo é considerado paradigmático da arquitetura romana já que se ergue sobre um grande pódio de paredes verticais e que é um templo pseudoperíptero, cujas semicolunas laterais e traseiras se adossam ao muro do naos — o santuário propriamente dito, reservado à imagem da divindade nos templos romanos, etruscos e gregos — simulando assim galerias abertas. É um edifício hexástilo, ou seja, com seis colunas no pórtico, e a sua decoração é de ordem coríntia.
O edifício passou a integrar a lista de Património Mundial da UNESCO em 2023.